# Josef Pieper
Josef Pieper (* 4. Mai 1904 in Elte; † 6. November 1997 in Münster) war ein deutscher christlicher Philosoph des 20. Jahrhunderts.

## Leben und Wirken

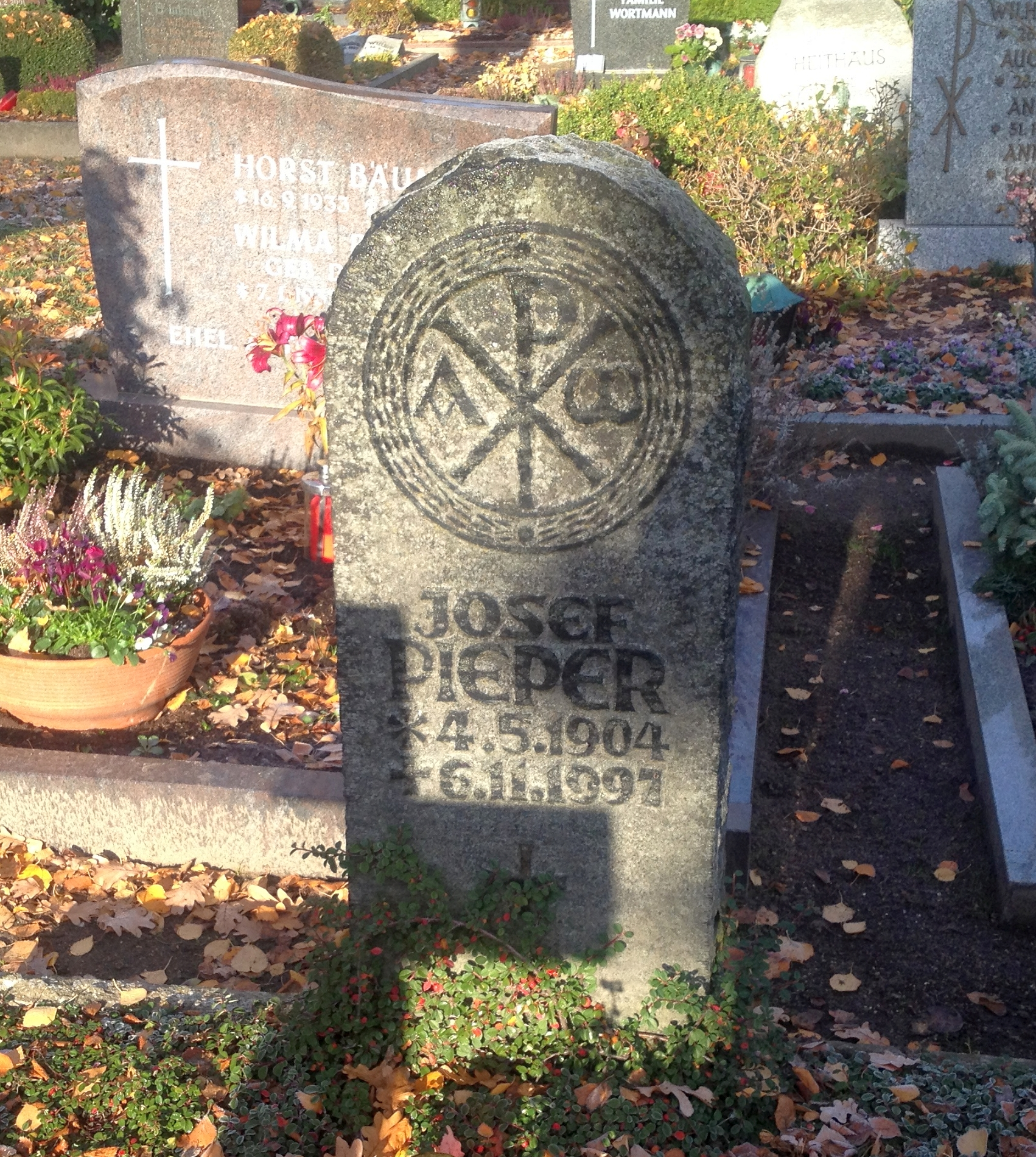
Josef Piepers Grab in Münster

Pieper studierte von 1923 bis 1928 an den Universitäten Berlin und Münster Philosophie, Rechtswissenschaft und Soziologie. Ein für ihn entscheidender Lehrer war Erich Przywara. Seine Promotion erfolgte im Februar 1928. Anschließend arbeitete er als Assistent bei Johann Plenge.
Nach Tätigkeiten als Soziologe und freier Schriftsteller war Pieper ab 1946 zugleich Professor an der Pädagogischen Hochschule in Essen (bis 1972) und ordentlicher Professor für philosophische Anthropologie an der Westfälischen Wilhelms-Universität in Münster. Er lehrte dort von 1946 als Privatdozent und als Professor von 1950 bis 1972. Nach seiner Emeritierung hielt er bis 1996 Vorlesungen.
Er starb im Alter von 93 Jahren. Sein Grab befindet sich auf dem Zentralfriedhof in Münster.
Piepers Ansichten wurzeln – wie sein Ideenfundus – vor allem in der Scholastik Thomas von Aquins sowie in der Lehre Platons. In sechzig Jahren Arbeit als Philosoph und Schriftsteller hat Pieper das Ziel verfolgt, die Weisheitstradition des Abendlandes in klarer Sprache zu vermitteln und ihre bleibende Aktualität aufzuzeigen. In den 1960er Jahren versuchte er mit den drei Fernsehspielen Der Tod des Sokrates, Platons Gastmahl und Kümmert euch nicht um Sokrates, die Gestalt des antiken Denkers einer breiten Öffentlichkeit nahezubringen.
Josef Pieper heiratete im April 1935 Hildegard Münster. Aus der Ehe gingen drei Kinder hervor, darunter der Sozialwissenschaftler Michael Pieper.

## Rolle im Nationalsozialismus
Der Philosoph Kurt Flasch sieht in einer Schrift Piepers aus dem Jahr 1934 eine Unterstützung der nationalsozialistischen Sozialpolitik. Flasch schränkt jedoch ein, dass bei Pieper „nur in seiner Denkwelt der Jahre 1933 und 1934“ Versuche sichtbar würden, auf diesem Gebiet als „Brückenbauer“ zwischen Katholizismus und dem NS-Staat zu wirken. Pieper habe in der Frühphase des NS-Regimes „die ethisch richtige Absicht des Nationalsozialismus klar[gestellt] und [...] den zögernden Katholiken die gleichgerichtete Soziallehre der Enzyklika Quadragesimo anno von 1929“ erklärt und so an seiner Wirkungsstätte Münster in Gemeinschaft mit den vorgenannten Gelehrten dazu gedient, „den Münsteraner Katholiken die Distanz zum Nationalsozialismus aus[zu]reden“.
Mit Schmaus und Lortz habe Pieper darin übereingestimmt, dass „Hitler und der Papst [...] dieselben Hauptfeinde“ hätten, namentlich „rechts den Liberalismus, dieses Erbübel der Moderne, das der gegenwärtigen Krise zugrunde liege, und links den Bolschewismus, vor dem Hitler uns gerettet habe“. „Er, Pieper, beweise den katholischen Christen die identische Zielsetzung Hitlers und des Papstes.“ So heißt es in Piepers Buch Das Arbeitsrecht des Neuen Reiches und die Enzyklika Quadragesimo anno (1934): „Die sehr weitreichenden, in einzelnen Punkten erstaunlichen Übereinstimmungen zwischen dem Richtbild der Enzyklika und den sozialpolitischen Zielen und Verwirklichungen des nationalsozialistischen Staates sollen deswegen so nachdrücklich verdeutlicht werden, damit den katholischen Christen außerhalb der NSDAP die Brücke sichtbar werde, die das Gedankengut der christlichen Soziallehre verbindet mit der nationalsozialistischen Sozialpolitik, dem Kernstück der Innenpolitik des dritten Reiches.“ Hans Maier schrieb in einer Rezension, dass Flasch in seiner Schrift über Pieper die Vermutung widerlege, dass dieser ein „Wegbereiter des Nationalsozialismus“ gewesen sei. Pieper habe dem NS-Staat „keine Anstöße, keine Anregungen“ gegeben, sich aber anfänglich von nationalsozialistischen Versuchen täuschen lassen, den kriminellen Charakter dieses Staates zu verbergen.
Laut Hans Maier habe sich Pieper rasch von seinem Text bzw. von seiner positiven Bewertung der NS-Sozialpolitik distanziert. In seinem ebenfalls 1934 erschienenen Werk über die Kardinaltugend der Tapferkeit warnte Pieper unter Bezugnahme auf die Verhältnisse in Deutschland bereits vor einem „zerstörerischen Gegenschlag eines Irrationalismus“, der „dem Primat des […] Geistes selbst […] den Krieg erklärt“ habe. Außerdem kritisierte Pieper den von den Nationalsozialisten betriebenen „Umbau der Gesellschaft in eine Gemeinschaft“. Wegen der in seinen Schriften zunehmend sichtbar werdenden Ablehnung des Nationalsozialismus wurde Pieper schließlich mit einem Publikationsverbot belegt. Der Philosoph Fernando Inciarte ordnet Pieper daher als einen Gegner des Nationalsozialismus ein, der jedoch nicht die Grenze zum offenen Widerstand überschritten und deshalb „die Ehre, als Oppositioneller zu gelten, niemals für sich in Anspruch genommen“ habe. Die Schriften Piepers hätten aber nachweislich Oppositionelle wie Dietrich Bonhoeffer beeinflusst.

## Auszeichnungen, Ehrungen und Mitgliedschaften

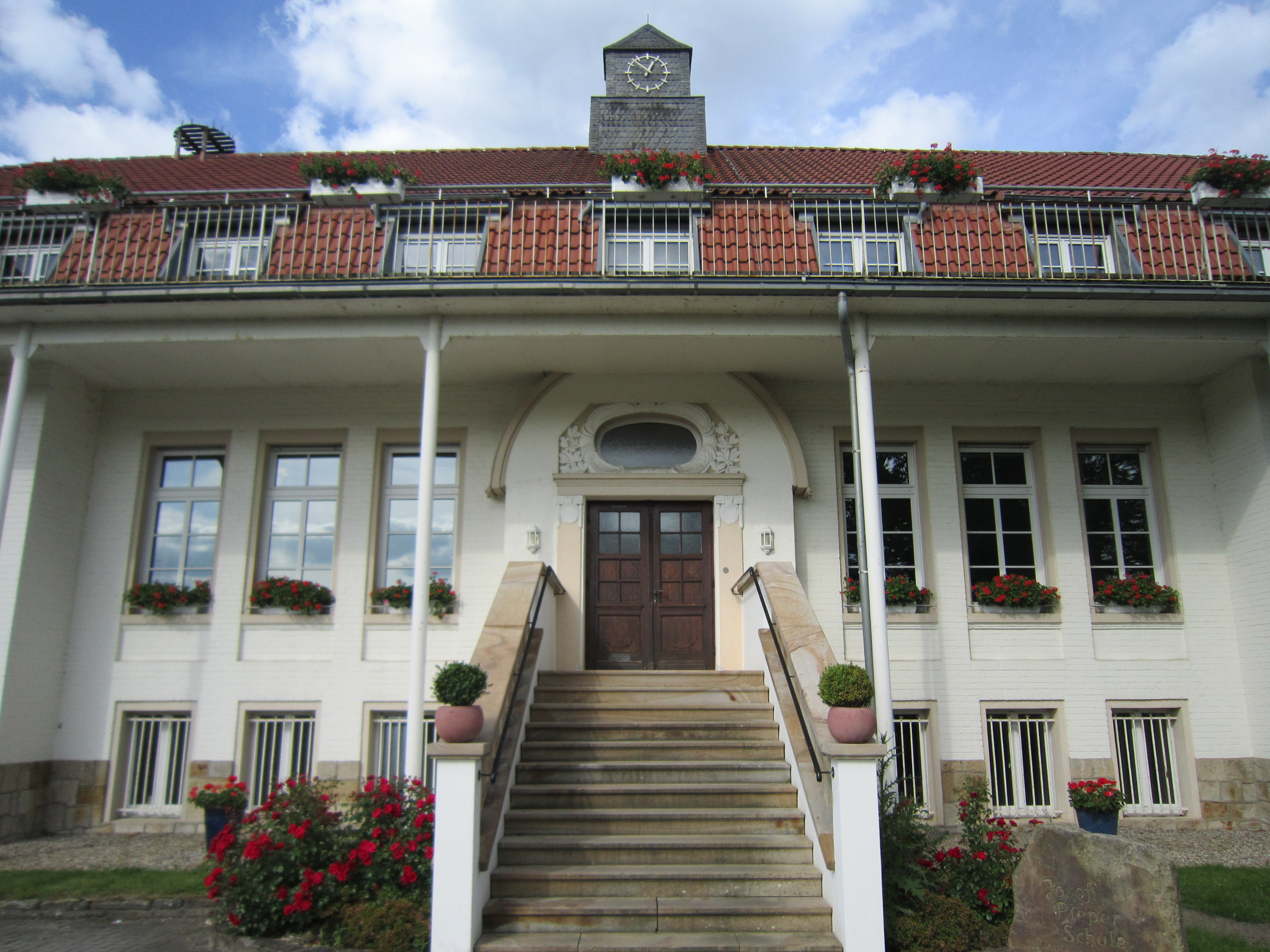
Josef-Pieper-Schule in Rheine

- Seit 1949 war er Mitglied der Deutschen Akademie für Sprache und Dichtung.
- 1981 verlieh ihm die Katholische Akademie in Bayern den Romano-Guardini-Preis.[11]
- 1982 bekam er den Balzan-Preis für Philosophie, 1987 den Staatspreis des Landes Nordrhein-Westfalen.
- 1989: Großes Goldenes Ehrenzeichen für Verdienste um die Republik Österreich
- 1990 wurde er mit dem Ehrenring der Görres-Gesellschaft ausgezeichnet sowie auch mit dem Päpstlichen Gregoriusorden (Komturkreuz) und dem Verdienstorden der Bundesrepublik Deutschland (Großes Verdienstkreuz).
- 1999 wurde in Münster eine Straße nach Josef Pieper benannt.[12]
- Die Bischöflich Münstersche Fachschule für Sozial- und Gesundheitswesen, die in Rheine-Bentlage in einem 1910 im Salinenpark errichteten ehemaligen Kinderheim residiert, wurde 2000 zu Ehren des Namensträgers in Josef-Pieper-Schule umbenannt.[13]

## Josef Pieper Stiftung
Die 1991 gegründete Josef-Pieper-Stiftung pflegt das Lebenswerk Josef Piepers. Alle fünf Jahre verleiht sie den Josef-Pieper-Preis für Philosophie. Der Vorstand besteht aus Hanns-Gregor Nissing, Berthold Wald und Ulrich Schulze. Dem wissenschaftlichen Beirat gehören Stephan Herzberg, Walter Mesch, Thomas Möllenbeck und Cornelius Pieper an.

## Schriften

### Originalausgaben
- Die  ontische  Grundlage  des  Sittlichen  nach  Thomas  von  Aquin. Dissertation, Münster 1928
- Grundformen sozialer Spielregeln. Herder, Freiburg 1933
- Das Arbeitsrecht des Neuen Reiches und die Enzyklika Quadragesimo anno. Reihe: Reich und Kirche. Aschendorff, Münster 1934
- Vom Sinn der Tapferkeit. Hegner, Leipzig 1934
- Über die Hoffnung. Hegner, Leipzig 1935
- Die Wirklichkeit und das Gute. Hegner, Leipzig 1935 (zweite Überarbeitung der Dissertation)
- Über das christliche Menschenbild. Hegner, Leipzig 1936
- Traktat über die Klugheit. Hegner, Leipzig 1937
- Zucht und Maß. Über die vierte Kardinaltugend. Hegner, Leipzig 1939
- Wahrheit der Dinge. Eine Untersuchung zur Anthropologie des Hochmittelalters. Kösel, München 1947
- Muße und Kult. Kösel, München 1948
- Was heißt philosophieren? Vier Vorlesungen. Kösel, München 1948
- Über das Ende der Zeit. Eine geschichtsphilosophische Meditation. Kösel, München 1950
- Über die Gerechtigkeit. Kösel, München 1953
- Thomas-Brevier. Lateinisch-Deutsch. Zusammengestellt, verdeutscht und eingeleitet von J. P. Kösel, München 1956
- Glück und Kontemplation. Kösel, München 1957
- Hinführung zu Thomas von Aquin. Zwölf Vorlesungen. Kösel, München 1958
- „Scholastik“. Gestalten und Probleme der mittelalterlichen Philosophie. Kösel, München 1960
- Über den Glauben. Ein philosophischer Traktat. Kösel, München 1962
- Zustimmung zur Welt. Eine Theorie des Festes. Kösel, München 1963
- Unaustrinkbares Licht. Das negative Element in der Weltansicht des Thomas von Aquin. Kösel, München 1963, Zweite Auflage (Die erste Auflage erschien unter dem Titel Philosophia negativa, Kösel, München 1953)
- Verteidigungsrede für die Philosophie. Kösel, München 1966
- Tod und Unsterblichkeit. Kösel, München 1968
- Über die Liebe. Kösel, München 1972
- Noch wußte es niemand. Autobiographische Aufzeichnungen 1904–1945. Kösel, München 1976
- Über den Begriff der Sünde. Kösel, München 1977
- Noch nicht aller Tage Abend. Autobiographische Aufzeichnungen 1945–1964. Kösel, München 1979
- Buchstabier-Übungen. Aufsätze – Reden – Notizen. Kösel, München 1980
- Thomas von Aquin. Leben und Werk. Deutscher Taschenbuch Verlag, München 1981
- Missbrauch der Sprache, Missbrauch der Macht. Schwabenverlag, Ostfildern bei Stuttgart 1986, ISBN 978-3-7966-0610-6
- Eine Geschichte wie ein Strahl. Autobiographische Aufzeichnungen seit 1964. Kösel, München 1988, ISBN 978-3-466-40170-3
- Philosophie – Kontemplation – Weisheit. Johannes, Freiburg im Breisgau 1991, ISBN 978-3-89411-295-0

### Werkausgabe
Eine Werkausgabe letzter Hand wird von Berthold Wald im Felix Meiner Verlag, Hamburg, herausgegeben. Sie umfasst die folgenden Bände:
- Band 1: Darstellungen und Interpretationen: Platon, 2002
- Band 2: Darstellungen und Interpretationen: Thomas von Aquin und die Scholastik, 2001
- Band 3: Schriften zum Philosophiebegriff, 1995
- Band 4: Schriften zur Philosophischen Anthropologie und Ethik: Das Menschenbild der Tugendlehre, 1996
- Band 5: Schriften zur Philosophischen Anthropologie und Ethik: Grundstrukturen menschlicher Existenz, 1997
- Band 6: Kulturphilosophische Schriften, 1995
- Band 7: Religionsphilosophische Schriften, 2000
- Band 8,1: Miszellen (zu den Bänden 1 bis 5), Register und Gesamtbibliographie, 2005
- Band 8,2: Miszellen. Register und Gesamtbibliographie, 2008
- Band 9 (Ergänzungsband 1): Frühe soziologische Schriften, 2004
- Band 10 (Ergänzungsband 2): Autobiographische Schriften, 2003

Ausgabe aller Bände auf CD-ROM:
- Josef Pieper: Werke auf CD-ROM. Meiner, Hamburg 2008, ISBN 978-3-932094-70-5